# Torpedowce typu Hydra
Torpedowce typu Hydra – holenderskie torpedowce z przełomu XIX i XX wieku. W latach 1889–1903 w stoczniach Yarrow Shipbuilders w Poplar i De Schelde we Vlissingen zbudowano pięć okrętów tego typu. Jednostki weszły w skład Koninklijke Marine w latach 1900–1903, a z listy floty skreślono je w latach 1921–1927.

## Projekt i budowa
Okręty typu Hydra były torpedowcami I klasy . Dwie pierwsze jednostki powstały w Wielkiej Brytanii, a pozostałe zbudowano w stoczni krajowej .
Okręty zbudowane zostały w stoczni Yarrow w Poplar (dwa) i De Schelde we Vlissingen (trzy) . Stępki okrętów położono w latach 1889–1902, a zwodowane zostały w latach 1900–1903 .
| Okręt        | Stocznia   | Położenie stępki | Wodowanie        | Wejście do służby | Los           |
| ------------ | ---------- | ---------------- | ---------------- | ----------------- | ------------- |
| „Hydra”      | Yarrow     | 1889             | 1900             | czerwiec 1900     | wycofany 1927 |
| „Scylla”     | Yarrow     | 1889             | 1900             | 1900              | wycofany 1921 |
| „Minotaurus” | De Schelde | marzec 1902      | 3 września 1902  | grudzień 1902     | wycofany 1921 |
| „Python”     | De Schelde | marzec 1902      | 18 września 1902 | grudzień 1902     | wycofany 1921 |
| „Sphinx”     | De Schelde | październik 1902 | 28 marca 1903    | czerwiec 1903     | wycofany 1921 |

## Dane taktyczno-techniczne
Okręty były torpedowcami o długości całkowitej 39,62 metra, szerokości 4,11 metra i zanurzeniu 2,1 metra . Wyporność wynosiła 101 ton. Siłownię jednostek stanowiła maszyna parowa potrójnego rozprężania o mocy 1320 KM, do której parę dostarczały dwa kotły Yarrow. Prędkość maksymalna napędzanych jedną śrubą okrętów wynosiła 24,6 węzła. Okręty zabierały zapas 21 ton węgla, co zapewniało zasięg wynoszący 1500 Mm przy prędkości 10 węzłów . 
Na uzbrojenie artyleryjskie okrętów składały się dwa pojedyncze działa Hotchkiss kalibru 37 mm L/20 . Broń torpedową stanowiły trzy pojedyncze wyrzutnie kal. 450 mm .
Załoga pojedynczego okrętu składała się z 21 oficerów, podoficerów i marynarzy .

## Służba
Torpedowce typu Hydra zostały przyjęte w skład Koninklijke Marine w latach 1900–1903 . Jednostki wycofano ze składu floty między 1921 a 1927 rokiem .